# Unicast
| Kommunikationsformen / Routing-Schemata |
| --------------------------------------- |
| Unicast                                 |
| Broadcast                               |
| Anycast                                 |
| Multicast                               |
| Geocast                                 |

Unicast ist in der Telekommunikation die Adressierung einer Nachricht an einen einzigen Empfänger.
Der Terminus Unicast ist in Analogie zu den Begriffen Broadcast, Multicast und Anycast gebildet. Dabei handelt es sich um Adressierungsschemata der Vermittlungsschicht im OSI-Modell.
Der Terminus Unicast lässt keine Rückschlüsse darauf zu, ob es sich um eine bidirektionale Verbindung handelt, also Sender und Empfänger miteinander kommunizieren, oder ob die jeweiligen Daten nur in eine Richtung (unidirektional) übertragen werden.
Bei IPv6 werden bestimmte Bereiche für Unicast-Adressen reserviert, welche durch die ICANN spezifiziert sind.
Unicast-Adressen dienen hier unter anderem der temporären Verbindung mit IPv4-Netzen (Globale Unicast-Übergangsadresse) oder der Zuordnung einzelner Geräte innerhalb geschlossener Netze (Link-lokale Unicast-Adresse).